# Quartiere negro
Quartiere negro  (Quartier nègre) è un romanzo dello scrittore belga   Georges Simenon edito nel novembre 1935 da Gallimard (Parigi). Prima dell'edizione il romanzo era stato pubblicato in 27 puntate dal quotidiano Paris-Soir, dal 28 settembre al 24 ottobre 1935.
Il manoscritto originale fu venduto all'asta a beneficio dei prigionieri di guerra, su iniziativa dell'autore nel 1943.
Il nucleo centrale del romanzo sarà anche la base del racconto incluso nel volume Touriste de bananes (Paris, Gallimard, 1938).
Quartiere negro è il primo romanzo in cui Simenon descrive il degrado di un uomo che si trova ad affrontare la vita in un paese coloniale. L'autore tornerà su questo tema in altri romanzi.
È la storia del progressivo degrado di un uomo che non riuscendo, a causa di raggiri, a raggiungere quello che sperava, si lascia andare alla deriva in un paese coloniale. Parallelamente la moglie, ovvero, la figura femminile, sempre determinata,  riesce a trovare il modo per cavarsela.
La parola “negro” ha un valore decisamente dispregiativo per l’ambiente descritto, ma non per il protagonista.

## Trama
Poco dopo il loro matrimonio, Jo - come lo chiama la moglie - e Germana Dupuche (di circa 30 anni) arrivano a Cristobal (Panama) dalla Francia, quindi si recano a Panama, dove Dupuche è stato assunto come ingegnere e responsabile di una Società Mineraria nell'Ecuador. La sosta è solo una tappa. Tuttavia, una volta in città una spiacevole sorpresa li attende. La società è fallita e la lettera di credito che Dupuche presenta alla banca per riscuotere dei soldi non ha valore.
I Dupuche sono praticamente senza soldi. E cercano di agganciare dei connazionali che scoprono avere attività più o meno losche. Dupuche però è orgoglioso e mantiene un certo contegno che non piace. 
Dupuche non ha il coraggio di scrivere alla madre vedova per chiedere aiuto, perché era lui che avrebbe dovuto provvedere inviandole periodicamente dei soldi. Grazie alle conoscenze e ai suoi modi Germana trova lavoro come cassiera in uno dei grandi alberghi della città. Il suo capo le permette di vivere lì, ma a condizione che sia sola.
Separato dalla moglie, Dupuche è costretto a vivere nel quartiere negro e non riesce a trovare un lavoro. Questo allontanamento e questa disoccupazione forzata affliggono gradualmente la coppia. Dupuche e Germana si trovano a vivere in modo diverso ma non conflittuale. Mentre Germana mantiene uno standard di vita onorevole, Dupuche vegeta e si ambienta tra i neri disprezzati dai coloni bianchi.
La coppia si separa davvero quando Dupuche si trasferisce dall'altra parte del canale, a Colon, con una giovane nera di quindici o sedici anni di nome Veronica, che lo chiama "Puche" perché dice che Jo è riservato a Germana, che lei rispetta e ammira.
Per sopravvivere accetta di lavorare come operaio nel porto e si dà sempre più ad una bevanda, la chicha, che crea dipendenza. Poiché vive in compagnia di una donna nera, Dupuche si ritrova gradualmente rifiutato dalla comunità francese e bianca in generale.
Sente quindi che non può tornare nell'ambiente a cui apparteneva socialmente e di cui difendeva i valori. Germana è corteggiata dal figlio di un boss e, ottenuto il divorzio, lo sposa.  Ma a lui non interessa, ha ormai un'altra vita.
Veronica nel frattempo aspetta un bambino. Questa notizia gli porta un sentimento di gioia che non conosceva da tempo e che intende assaporare nella solitudine della sua mente; una mente sempre più alterata dal bere.
Dupuche vive felice con Veronica in una capanna tra erbacce e detriti per dieci anni, la sposa e muore lasciando sei bimbi.
Al funerale ci sono tutti, anche Germana, il cui suocero fa consegnare a Veronica (Nica per tutti) una busta con 50 dollari americani.
Veronica qualche mese dopo riceve una lettera in cui la informano che ha ereditato una casa di due piani con giardino in Francia in seguito al decesso della madre di Dupuche.

## Adattamenti televisivi e teatrali
Nel 1936 Simenon ha adattato il romanzo per una pièce teatrale in tre atti con lo stesso titolo e messa in scena a Bruxelles dal Théâtre Royal des Galeries Saint-Hubert, l'8 dicembre 1936.
Nel 1989 il romanzo è stato adattato per realizzare un film con lo stesso titolo, per la TV Svizzera. Regia di Pierre Koralnik.

## Edizioni italiane
- Quartiere negro, trad. Liala,  Milano, Mondadori, 1937

| Controllo di autorità | GND (DE) 1170915957 |